# Odivelas Futebol Clube
Maillots
L'Odivelas Futebol Clube est un club portugais de football basé à Odivelas.

## Histoire
Le club a évolué pendant de nombreuses saisons en troisième division portugaise.

## Anciens joueurs
- Samuel (1993-94)